# 穆罕默德·阿里王朝君主列表
穆罕默德·阿里王朝君主自西元1805年至1953年間統治埃及。其中多數時間疆域擴及蘇丹[註1]，十九世紀前半葉期間並治理黎凡特及漢志地區。穆罕默德·阿里王朝的統治直到1953年6月18日、埃及共和國宣布立國後結束，距埃及七月革命結束未滿一年。

## 歷史
主條目：穆罕默德·阿里王朝統治下的埃及歷史
埃及自十六世紀、鄂圖曼帝國滅馬木留克王朝後，便成為鄂圖曼國內一省，但馬木留克的軍事社會階層制度仍持續影響埃及。1801年，拿破崙一世率領法國入侵埃及，鄂圖曼帝國派遣遠征軍迎擊，由阿爾巴尼亞人穆罕默德·阿里帕夏擔任司令官。法國戰敗返國後，埃及面臨權力真空。在經過三年內戰後，穆罕默德·阿里帕夏奪權成功，建立了穆罕默德·阿里王朝，自命為埃及的赫迪夫，並著手鞏固他在埃及的統治權。然而，穆罕默德·阿里的頭銜並未獲得奧斯曼樸特的承認，反而任命艾哈邁德·胡爾希德帕夏繼任赫迪夫，並在1805年6月18日封穆罕默德·阿里為瓦利（意為總督，地位較低）。政權穩定後，穆罕默德·阿里率軍南進蘇丹，又東伐阿拉伯馬什里克地區，尤其是黎凡特。1840年，穆罕默德·阿里獲得倫敦公約認可，逝後可指派他的後世世襲埃及和蘇丹的統治權，但馬什里克的領土則必須歸還樸特。
穆罕默德·阿里在位四十三年，是近代埃及統治期最長的君主。他在朝時推動大規模的農業、行政和軍事改革，是王朝最重要的統治者，被尊稱為「近代埃及之父」。他的兒子易卜拉欣帕夏則是穆罕默德·阿里王朝統治期最短的君主，在位時間則視是否納入攝政王時期而有不同說法。然而，雖然易卜拉欣的統治十分短暫，而且他的重要建設多半在他正式登基以前完成，他對王朝的貢獻仍在歷史上佔有一席之地。易卜拉欣之後由阿拔斯·希里米一世繼任。阿拔斯一世是一名傳統主義者，上任後廢除了許多前任君主的改革政策，是家族中爭議性最大的統治者，英國駐埃及公使克羅默勳爵亦曾批評他是「最差勁的東方暴君」。
賽義德帕夏和伊斯梅爾帕夏對西方文化的態度則大為開放，同時致力於推展穆罕默德·阿里設立的現代化政策，但實行過於浮濫。伊斯梅爾帕夏尤其以開鑿蘇伊士運河，以及企圖仿男爵重建開羅而聞名。然而，他揮金如土的歐洲化政策不但未達成效，反而導致國家破產，歐洲債權國也因此有了介入埃及和蘇丹內政的正當理由。伊斯梅爾的兒子陶菲克帕夏在阿拉比起義之後迅速崛起，並在1882年英國佔領後轉為傀儡政權。陶菲克逝後，其子阿拔斯·希里米二世繼位，試圖擺脫英國的控制，但終告失敗，1914年遭到罷黜。下一任繼位者侯赛因·卡米勒只在位三年的時間，實際意義上幾乎等同於空位期。直到福阿德一世繼任，才終於成功推動了1919年埃及革命、迫使英國承認埃及獨立，歷史學者菲利浦·曼索因此讚美福阿德一世是「歷史上最後一位偉大的王族互利者」。然而，英國否認將蘇丹納入獨立範圍，堅持稱之為英埃共管蘇丹。福阿德一世的兒子法鲁克一世則是埃及和蘇丹的最後一位握有實權君主。1952年埃及革命爆發、被迫退位後，法魯克一世之子福阿德二世繼位，成為有名無實的流亡君主，直到1953年6月18日正式廢除帝制為止[註2]。

## 君主列表

### 鄂圖曼帝國省份
| 瓦利                                                                       | 肖像 | 與前任君主關係    | 繼位時間       | 退位時間       | 備註                                                          |
| -------------------------------------------------------------------------- | ---- | ----------------- | -------------- | -------------- | ------------------------------------------------------------- |
| 穆罕默德·阿里帕夏 محمد علي باشا                                            |      | —                 | 1805年6月18日  | 1848年7月20日  | - 因健康狀況每況愈下而由易卜拉欣帕夏接任 - 1849年逝於亞歷山卓 |
| 攝政議會 [註3] 取得穆罕默德·阿里帕夏的權位 (1848年4月15日 – 1848年7月20日) |      |                   |                |                |                                                               |
| 易卜拉欣帕夏 إبراهيم باشا                                                  |      | 兒子 (推定) [註4] | 1848年7月20日  | 1848年11月10日 | - 在位直到逝世                                                |
| 阿拔斯·希里米一世 عباس حلمي الأول                                          |      | 姪子              | 1848年11月10日 | 1854年7月13日  | - 在位直到逝世 - 在不明情況下遇刺[註5]                        |
| 賽義德帕夏 سعيد باشا                                                       |      | 半叔父            | 1854年7月14日  | 1863年1月18日  | - 在位直到逝世                                                |
| 伊斯梅爾帕夏 إسماعيل باشا                                                  |      | 半姪子            | 1863年1月19日  | 1867年6月8日   | - 被承認為赫迪夫                                              |

## 埃及赫迪夫
- 1867年－1879年：伊斯梅尔
- 1879年－1892年：陶菲克（Tawfīq，伊斯梅尔次子）
- 1892年－1914年：阿拔斯二世（Abbās II，陶菲克长子）

## 埃及苏丹
1914年，伊斯梅尔第三子侯赛因·卡米勒推翻了他的侄子阿拔斯二世，自称埃及苏丹，努比亚、苏丹、科尔多凡和达尔富尔的统治者。
- 1914年－1917年：侯赛因·卡米勒（Husayn Kāmil）
- 1917年－1922年：艾哈迈德·福阿德（Fu'ād I，伊斯梅尔第七子，1922年称国王福阿德一世）

## 埃及国王

王家旗

1922年3月15日，苏丹艾哈迈德·福阿德称埃及和苏丹国王，努比亚、科尔多凡和达尔富尔的统治者福阿德一世，并宣布埃及独立。
- 1922年－1936年：福阿德一世
- 1936年－1952年：法鲁克一世（Fārūq，福阿德一世次子）
- 1952年－1953年：福阿德二世（Fuād II，法鲁克的独生子）
- 1953年，埃及君主制被推翻。

## 埃及王位继承人
- 1953年至今：福阿德二世
  - 他的继承人：穆罕默德·阿里王子（1979年生）